# 青茶
青茶，中國六大茶類的一種，其發酵程度介於綠茶與紅茶之間，茶水呈現黃褐色，以香氣著稱。青茶中以烏龍茶最為知名，因此「烏龍茶」一詞也常被用來指青茶整體。此外，鐵觀音也屬於青茶的一種，只差在發酵程度不一樣。

## 概論
青茶是一種半發酵茶，其製作方法，是讓茶葉進行發酵，在完全發酵之前，利用加熱等手法，停止發酵過程，以創造獨特的風味。起源自中國清代，主要的產地為福建。

## 不同分類法

### 中國
在中國六大茶類中，青茶涵蓋所有半發酵茶。其中以烏龍茶為大宗，因此烏龍茶也被用來涵蓋所有青茶。

### 臺灣
在台灣，烏龍茶被視為是一種獨特的品系，其茶樹品種與製茶過程都有特定要求，因此，青茶可以被用來概括所有半發酵茶，烏龍茶是其中一個種類。
青茶的另一個用法，是用來指一種特定茶葉。在台灣清治時期，以包種茶及烏龍茶為代表茶種，有「北包種，南烏龍」之稱。包種茶，又稱清茶，主要產於台北文山地區。後來在台灣南投、嘉義一帶，栽種「四季春」茶樹，這種茶葉，用類似於包種茶的輕發酵製程製作出來的茶葉，也被稱之為青茶，用來與包種清茶作區分。